# Centre de détention de Châteaudun
Le centre de détention de Châteaudun est un centre de détention français situé dans la commune de Châteaudun, dans le département d'Eure-et-Loir et dans la région Centre-Val de Loire. Ce centre pénitentiaire peut accueillir jusqu'à 601 détenus.

## Histoire
En 2020, le centre de détention héberge 530 détenus et dispose depuis le 17 juin 2019 d'une unité pour détenus violents (UDV).
Le centre est rattaché à la direction interrégionale des services pénitentiaires de Dijon (Côte-d’Or).

## Description
L'établissement a mis en place le programme « Respecto ».

## Actions de réinsertion par le travail et la formation des détenus
En 2022, une boulangerie est installée dans l'établissement dans le cadre d'un projet visant à proposer aux détenus de nouvelles formations professionnelles.